# 莫斯·伯梅斯特
莫斯·伯梅斯特（英語：Moss Burmester，1981年6月19日—），新西兰男子游泳运动员。他曾代表新西兰参加2002年和2006年英联邦运动会游泳比赛，获得一枚金牌和一枚铜牌。他也曾参加2004年和2008年夏季奥运会。